# Nutella
Nutella je ime brenda, slatkoga kremastog namaza od lješnjaka koji proizvodi talijanska tvrtka Ferrero.

## Povijest

### Preteče
Iako je Nutella prvi put izašla na tržište 1964., njezina preteča, namaz Supercrema, postojao je od 1951. Supercrema je razvijena iz prethodnog proizvoda, Paste Gianduje, koju je stvorio 1946. Pietro Ferrero, osnivač tvrtke. Glavni sastojak, lješnjak, tipični je proizvod pokrajine u Pijemontu iz koje potječe obitelj Ferrero.
Svi su ovi proizvodi bili preteče ovom današnjem, mješavini čokolade i lješnjaka razvijenoj u Italiji poslije pretjeranih poreza na kakaovac koji su onemogućavali normalnu proizvodnju čokolade.

### Prva Nutella
Godine 1963. Pietrov sin Michele Ferrero odlučio je usavršiti Supercremu s namjerom širenja branda Europom. Promijenjeni su neki njezini sastojci, slika i ime proizvoda ("Nutella" - od engleske riječi "nut" što znači lješnjak), te njegov logo koji je ostao nepromijenjen sve do danas.
Prva Nutella iz tvornice obitelji Ferrero u Albi (u provinciji Cuneo, Pijemont) izašla je 20. travnja 1964. Proizvod je obitelji donio odličan uspjeh i ostao vrlo popularan sve do danas.

## Sadržaj
Točan sadržaj proizvoda je strogo čuvana tajna tvrtke Ferrero. Prema oznaci s ambalaže, glavni sastojci Nutelle su šećer, rezličita biljna ulja te lješnjaci i kakao (ovi sastojci čine samo 20% proizvoda).
Nutellin recept nije isti u svim zemljama. Npr. u Italiji ona sadrži manje šećera od one proizvedene u Francuskoj. Prodaje se kao krema od lješnjaka jer po talijanskom zakonu nema dovoljnu koncentraciju kakaa da bi bila čokoladna krema.
Usprkos tome što se reklamira kao zdrav doručak za djecu, Nutella sadrži oko 50% masti i 50% šećera. 

### Sastojci po zemljama
- Australija: šećer, biljno ulje, lješnjaci (13%), obrano mlijeko u prahu (8.7%), odmašćeni kakaov prah (7.4%), emulgator (sojin lecitin), aroma (vanilin šećer)

- Francuska: šećer, biljno ulje, lješnjaci (13%), obrano mlijeko u prahu, manje mastan kakaov prah (7.4%), emulgator (sojin lecitin), aroma

- Hrvatska: šećer, biljne masnoće, lješnjaci (13%), odmašćeni kakao, obrano mlijeko u prahu (5%), laktoza, sirutka u prahu, emulgator: sojin lecitin, aroma

- Italija: šećer, biljno ulje, lješnjaci (13%), odmašćeni kakaov prah, obrano mlijeko u prahu (5%), sirutka u prahu, emulgator (sojin lecitin), aroma

- Njemačka: šećer, biljno ulje, lješnjaci (13%), odmašćeni kakaov prah, obrano mlijeko u prahu (7.5%), emulgator (sojin lecitin), aroma (vanilin šećer)

- Poljska: šećer, ulje uljane repice, lješnjaci (13%), kakao (7.4%), obrano mlijeko (5%), laktoza, sojin lecitin, vanilin šećer (umjetna aroma)

- Španjolska: šećer, biljno ulje, lješnjaci (13%), odmašćeni kakao (7.4%), obrano mlijeko u prahu (6.6%), sirutka u prahu, emulgator (sojin lecitin), vanilin šećer

- Ujedinjeno Kraljevstvo: šećer, biljna ulja, lješnjaci (13%), odmašćeni kakao (7.4%), obrano mlijeko u prahu (6.6%), sirutka u prahu, emulgator (sojin lecitin), vanilin šećer

- SAD i Kanada: šećer, modificirano palmino ulje, lješnjaci, kakao, obrano mlijeko, sirutka sa smanjenom količinom minerala, sojin lecitin (emulgator), vanilin šećer (umjetna aroma)

## Načini upotrebe
- Namaz: Nutella je slatki namaz koji se može koristiti na više načina. Tradicionalni talijanski način je mazanje Nutelle na krišku kruha  (tal. "pane e Nutella" - kruh i Nutella) iako se to može napraviti i s raznim pecivima, keksima ...
- Sastojak u pečenju slatkiša: često se koristi kao sastojak koji daje okus i aromu raznim pečenim kolačićima.
- Punjenje za kolače i peciva: u mnogim francuskim gradovima česta su pojava razna peciva punjena Nutellom, često posluživana uz narezano voće kao što su banane i jagode. Slične poslastice postoje i u Italiji (bez voća), gdje su još popularniji kroasani punjeni Nutellom.
- Glazura za kolače: Nutella može poslužiti i kao sastojak glazure.

## Uspješnost proizvoda

### U Italiji
U svojoj zemlji Italiji Nutella je postala kulturni i društveni fenomen. O njoj su napisane mnoge knjige, a važan je predmet i u filmu Bianca, talijanskog redatelja Nannija Morettija.

### U inozemstvu
Nutella je vrlo popularna i u ostatku Europe, u Kanadi,  Australiji, Novom Zelandu, Turskoj, Singapuru, Brazilu i Južnoj Africi, najviše kod djece i mladih. Manje je popularna u SAD-u, gdje je taj proizvod bio samo skupi uvoz sve do 2000-ih.

## Vanjske poveznice
- Službene web stranice: Italija, Engleski (SAD), Španjolski, Hrvatski  Arhivirana inačica izvorne stranice od 7. siječnja 2009. (Wayback Machine)